# HeroQuest
HeroQuest, a volte scritto Hero Quest, è un gioco da tavolo ad ambientazione fantasy, creato dalla Milton Bradley Company con la partecipazione della Games Workshop, e collocato nell'ambientazione Warhammer Fantasy.
Il gioco venne pubblicato in Europa e Australia nel 1989, successivamente in America e Canada nel 1990.

## Storia
HeroQuest è stato creato da Stephen Baker, che lavorava per la divisione inglese della Milton Bradley (MB). Pubblicato in Inghilterra, Europa e Australia nel 1989, nel 1990 è uscito in America e in Canada, con una versione leggermente modificata. Il gioco vinse nel 1991 gli Origins Award come Best Graphic Presentation of a Boardgame of 1991. Il gioco fu sviluppato in collaborazione con la Games Workshop che affidò la produzione delle miniature alla Citadel Miniatures. I disegni sulla scatola del gioco base e delle sue espansioni europee sono stati realizzati da Les Edwards; altri artisti che hanno contribuito alla realizzazione grafica sono Stephen Tappin, John Blanche, Gary Chalk, David Gallagher.

## Caratteristiche
Le meccaniche di gioco di HeroQuest sono basate su quelle dei più noti giochi di ruolo fantasy: il master (chiamato "Morcar" nella versione europea e "Zargon" in quella americana) gestisce i dungeon attraverso l'uso del tabellone, dei componenti scenici e delle miniature, mentre gli eroi esplorano gli ambienti affrontando le forze del Caos per portare a termine le diverse missioni (chiamate "Imprese").
Il tabellone è formato da una griglia a caselle quadrate, che rappresenta la pianta di stanze e corridoi, dei quali solo una parte è effettivamente utilizzata a ogni partita, a seconda dell'impresa; il master mette in campo i mostri e gli altri oggetti man mano che entrano nel campo visivo dei personaggi degli altri giocatori. Gli eroi possono essere fino a quattro e ciascun giocatore ne controlla uno o più; hanno capacità tra loro differenti e ulteriormente modificabili ottenendo equipaggiamento. I movimenti dei personaggi sono determinati da due dadi a 6 facce, mentre i mostri hanno capacità di movimento massimo fisse. Ogni eroe o mostro può sferrare un attacco contro un nemico per turno su una casella adiacente. I risultati degli attacchi si determinano facendo uso di un numero variabile di dadi speciali a 6 facce, lanciati dall'attaccante e dal difensore. Gli eroi possono compiere altre azioni in alternativa, come la ricerca di tesori, trappole o porte segrete. Gli eroi inclusi sono il Barbaro, il Nano, il Mago e l'Elfo, con gli ultimi due che si distinguono per la possibilità di lanciare incantesimi mediante apposite carte.

## Seconda edizione
Sempre nel 1990, in Europa, è stata pubblicata la seconda edizione che presentava alcune variazioni al libretto di istruzioni, alle carte e al Libro delle Imprese. Oltre ad alcune rettifiche sulle regole base, le differenze più sostanziali riguardano l'aggiunta, tra le carte equipaggiamento, di Bracciali e Mantello Protettivo che sono armature utilizzabili dal Mago e che sostituiscono le due carte Scudo ed Elmo (doppie nella prima edizione del mazzo); sul Libro delle Imprese, la prima avventura Il Labirinto viene sostituita con l'avventura La Prova; modifiche varie vengono apportate anche al testo delle carte del tesoro, in particolare Trappola, Mostro Errante e Oro e ad alcuni incantesimi come Pelle di Pietra e Coraggio (il loro effetto viene esteso a più di un singolo turno di gioco).

## Espansioni
Sono state pubblicate diverse espansioni, ognuna delle quali aggiunge nuovi tasselli, imprese e mostri al gioco originale.

### La Rocca di Kellar (Kellar's Keep)
Viene pubblicata in Europa ed Australia nel 1989, e successivamente in America e Canada nel 1991. Nel Regno Unito è stata pubblicata una seconda edizione nel Maggio 1990, con alcune rettifiche alla scatola ed al libro delle imprese. L'espansione contiene 10 nuove Imprese e i componenti aggiuntivi per giocarle.

### Il Ritorno del Signore degli Stregoni (The Return of the Witch Lord)
Viene pubblicata in Europa ed Australia nel 1989, e successivamente in America e Canada nel 1991. L'espansione contiene 10 nuove Imprese e i componenti aggiuntivi per giocarle.

### L'Orda degli Ogre (Against the Ogre Horde)
Viene pubblicata solo in Europa ed Australia nel 1990. L'espansione contiene 7 nuove Imprese e i componenti aggiuntivi per giocarle.

### I Maghi di Morcar (Wizards of Morcar)
Viene pubblicata solo in Europa ed Australia nel 1991. L'espansione contiene 5 nuove Imprese e i componenti aggiuntivi per giocarle.

### The Frozen Horror (Barbarian QuestPack)
Viene pubblicata solo in America e Canada nel 1992. L'espansione contiene 10 nuove Imprese e i componenti aggiuntivi per giocarle.

### The Mage of the Mirror (Elf Quest Pack)
Viene pubblicata solo in America e Canada nel 1992. L'espansione contiene 10 nuove Imprese e i componenti aggiuntivi per giocarle. Esistono due varianti di questa espansione poiché a causa di copyright con il gioco Elf Quest, il sottotitolo Elf Quest Pack fu successivamente cambiato in Quest Pack for the Elf; la modifica interessa fronte e retro scatola, e il Libro delle Imprese.

### HeroQuest: Le nuove imprese - La Compagnia della Morte (Heroquest: Advanced Quest - The Dark Company)
Viene pubblicata solo in Europa nel 1992. Questa edizione contiene il Set Base e in aggiunta un libretto con un'avventura divisa in 13 episodi dal titolo La Compagnia della Morte e i componenti aggiuntivi per giocarla.

## HeroQuest Adventure Design Kit
Viene pubblicato solo in Europa nel 1990. Questo kit contiene i componenti aggiuntivi per aiutare i giocatori a creare le proprie imprese.

## Articoli sulla rivistaWhite Dwarf
- White Dwarf #134 contiene l'Impresa  'The Halls of Durrag-Dol', che introduce orde di Skaven.
- White Dwarf #145 contiene l'impresa The Eyes of Chaos.

## Altri prodotti

### Romanzi
Corgi Books ha pubblicato tre romanzi ispirati al mondo di Heroquest, scritte da Dave Morris; il secondo e il terzo libro contengono ciascuno un'avventura inedita per Heroquest:
- The Fellowship of Four
- The Screaming Spectre (contiene Running the Gauntlet, avventura per Heroquest da giocare in solitario con il Mago)
- The Tyrant's Tomb (contiene A Growl of Thunder, avventura per Heroquest da giocare in solitario con il Barbaro)

### Puzzle
- Adventure Design Kit
- Kellar's Keep
- Ogre Horde
- Return of the Witch Lord

## Altre versioni

### Advanced HeroQuest
Advanced HeroQuest è una versione rivista ed ampliata di HeroQuest. Il concetto di base è comunque lo stesso: quattro eroi si avventurano in un dungeon per combattere mostri ed ottenere tesori, ma le regole sono più dettagliate e complesse; ne esiste anche un'espansione, Terror in the Dark.

### Warhammer Quest
I quattro eroi tornano nuovamente in Warhammer Quest, un altro gioco simile edito da Games Workshop dopo l'uscita dal mercato dell'Advanced HeroQuest, che rappresenta l'ultimo capitolo della trilogia, con regole ulteriormente ampliate (rimanendo comunque semplici ed immediate), componentistica ancora più ricca dei due predecessori, e le immancabili espansioni, Lair of the Ork Lord e Catacombs of Terror.

## Il videogioco
La Gremlin Graphics Software Ltd. ne fece un videogioco, HeroQuest, che pubblicò nel 1991 per diversi computer. Ebbe anche un'espansione, corrispondente all'espansione Il Ritorno del Signore degli Stregoni del gioco da tavola, e un seguito, HeroQuest II: Legacy of Sorasil del 1994.
Esistono anche diverse trasposizioni freeware per Windows realizzate da appassionati.

## Remake Hasbro/Avalon Hill 2021
In settembre 2020 Hasbro ha acquistato il marchio HeroQuest da Chaosium. Ciò ha permesso ad Avalon Hill, una sussidiaria di Hasbro, di lanciare un sito web teaser con il logo, la grafica e un conto alla rovescia di HeroQuest, lasciando intendere che un remake del gioco o una sua app ufficiale fosse in produzione. Il 22 settembre 2020, il conto alla rovescia ha rivelato una campagna di crowdfunding di Hasbro Pulse di 1 milione di dollari per produrre una nuova versione di HeroQuest e di 2 espansioni, che dovrebbe essere pubblicata alla fine del 2021. Agli appassionati al di fuori degli Stati Uniti e del Canada non è stato consentito l'accesso alla campagna di finanziamento, cosa che ha portato a una reazione senza precedenti tramite i social media contro Hasbro Pulse e i suoi marchi correlati. Il progetto ha raggiunto il suo obiettivo in meno di 24 ore.
Hasbro sta riadattando alla nuova versione tutte le espansioni originariamente uscite per l'edizione americana del 1990 (Game System). Inoltre sono state pubblicate nuove mini-espansioni a tema che aggiungono nuovi personaggi al gioco e una nuova espansione totalmente inedita dal nome Rise of the Dread Moon ("L'ascesa della luna del terrore"). Per la versione 2021 sono usciti i seguenti pack:
1. HeroQuest Set Base
2. Kellar's Keep / La Rocca di Kellar
3. The Return of the Witch Lord / Il Ritorno del Signore degli Stregoni
4. The Frozen Horror
5. The Mage of the Mirror / La Maga dello Specchio
6. Rise of the Dread Moon / L'Ascesa della Luna del Terrore
7. Against the Ogre Horde / L'Orda degli Ogre
8. Telor's Prophecy / La profezia di Telor
9. Jungles of Delthrak / Le giungle di Delthrak
10. First Light / La prima luce (giugno 2025)

Per quanto riguarda invece le mini espansioni, queste si limitano ad aggiungere nuovi personaggi con abilità particolari.
1. Commander of the Guardian Knights
2. The Rogue Heir of Elethorn
3. Path of the Wandering Monk